# Han Zhaodi

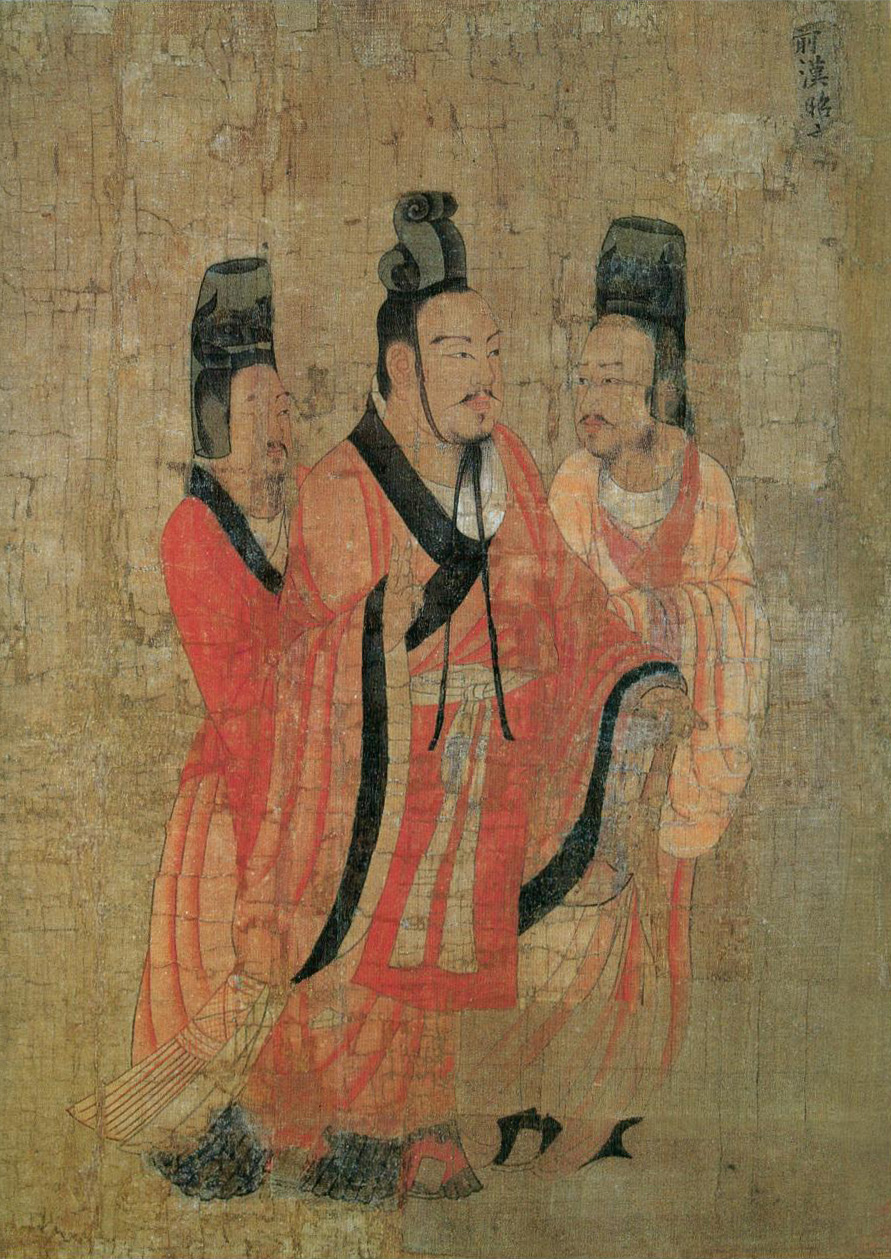
Verbeelding van Han Zhaodi

Han Zhaodi was keizer van China van 87 v.Chr. tot 74 v.Chr. uit de Han-dynastie. Hij leefde van 94 v.Chr. tot 74 v.Chr.. Zijn persoonlijke naam was Liu Fuling.
Zhaodi was de jongste zoon van Han Wudi. Tegen de tijd dat hij geboren was, was Wudi al 62 jaar oud. Toen Wudi in 87 v.Chr. stierf, besteeg Zhaodi zeven jaar oud de troon. Huo Guang regeerde als regent.
Tijdens Wudi`s lange regering had China zich sterk uitgebreid, maar constante oorlogen en staatsuitgaven hadden de schatkist grotendeels leeg gemaakt en belastingen hadden de bevolking verarmd. Tevens was de macht van aristocratische clans en hun grote domeinen erg toegenomen. Zhaodi verlaagde met de hulp van Huo Guang, de belastingen en ook de overheidsuitgaven. Hierdoor beleefde de Han-dynastie een nieuwe periode van vrede en welvaart en kregen de burgers het beter. Hij stierf onder verdachte omstandigheden, na ruim 13 jaar geregeerd te hebben. Hij was maar 20 jaar oud.

## Geboorte en jeugd
Zhaodi werd in 94 v.Chr. geboren als zoon van Han Wudi en een van diens favoriete concubines, Consorte Zhao, die de titel Vrouwe Gouyi droeg. Zijn naam tot zijn troonsbestijging was Liu Fuling. Han Wudi was zeer verbaasd over het feit dat hij op 62-jarige leeftijd nog een kind kreeg en daarbij kwam ook nog eens dat de zwangerschap van zijn vrouw 14 maanden lang had geduurd, even lang als die van de mythische keizer Yao. Daarom liet hij Consorte Zhao`s paleispoort de ' Poort van de moeder van Yao'  noemen. Op het moment dat Prins Fuling geboren werd, kampte het rijk met grote problemen. Wudi had China grote welvaart en uitbreiding gebracht, maar de vele oorlogen tegen de Xiongnu en de grote onkosten die gemaakt werden voor de nieuwe gebieden, leidden ertoe, dat de schatkist ernstig was geslonken en hoge belastingen de bevolking hadden verarmd. Dit leidde weer tot een sterke opleving van intriges en machtsconflicten aan het hof. Invloedrijke families brachten het gezag van Wudi in opspraak. Hooggeplaatste figuren schoven hun pionnen naar voren met het oog op opvolging. Er brak een ware strijd uit aan het hof en Wudi werd compleet paranoïde en door bepaalde hovelingen negatief beïnvloed. Hierdoor gingen een hoop mogelijke opvolgers verloren en er kwamen zelfs samenzweringen tegen Keizerin Wei Zifu en Kroonprins Ju. Kroonprins Ju ondernam in een poging tot zelfverdediging een militaire verzetsactie, die werd gezien als een opstand. Kroonprins Ju werd verslagen en ging in ballingschap. Hij en zijn moeder Keizerin Wei Zifu pleegden kort daarop zelfmoord.
Nu Kroonprins Ju dood was, net als de meeste andere goede opvolgers, werd Wudi gedwongen een nieuwe opvolger te kiezen. Liu Dan, de Prins van Yan, was Wudi oudste zoon, maar Wudi zag hem en zijn jongere broer, Liu Xu, de Prins van Guangling, als ongeschikt, omdat geen van hen respect had voor de wet. Prins Fuling was zijn enige overige optie en Wudi benoemde hem tot kroonprins, terwijl hij op dat moment pas zes jaar oud was. Daarom stelde Wudi ook een goede toekomstige regent aan, genaamd Huo Guang, die bekendstond als eerlijk, oprecht, slim en capabel. Hij liet ook Kroonprins Fulings moeder, Consorte Zhao, arresteren en executeren, uit voorzorg, omdat ze misschien een oncontroleerbare Keizerin-weduwe zou worden, net als Groot Keizerin-weduwe Lu. Hou Guang kreeg het regentschap toevertrouwd en op zijn suggestie werden de ambtenaar Jin Midi, die van etnische oorsprong lid van de Xiong Nu was, en de generaal Shangguang Jie tot co-regenten benoemd. Wudi stierf in 87 v. Chr., het rijk verzwakt en met problemen achterlatend, maar met een goed geregelde opvolging. Kroonprins Fuling besteeg de troon als Keizer Zhao, postuum Han Zhaodi.

## Vroege regering en huwelijk
In zijn vroege regering waren Huo, Jin en Shangguang co-regenten, terwijl de belangrijke beslissingen door Huo werden genomen. Het paleis werd gerund door Prinses Eyi, een dochter van Han Wudi en Zhaodi`s oudere zus, die teruggekeerd was om verzorger van haar broer te zijn. 
Huo hielp Zhaodi om weer voor stabiliteit te zorgen en om de problemen uit de regering van zijn vader op te lossen. Huo zorgde voor orde op zaken aan het hof en bedwong grotendeels de intriges en maakte een einde aan de hevige machtsconflicten. Hij adviseerde Zhaodi ook om de overheidsuitgaven sterk in te perken om zo de erg leeg geraakte schatkist weer te vullen en om de belastingen te verlagen om zo de burgers te ontlasten en de economie zich weer te laten herstellen. Er werd weer voor een wijs en sterk bestuur gezorgd en externe vrede. De samenwerking van Zhaodi en Huo had veel succes en het rijk herstelde zich en de economie bloeide weer. De Westelijke Han-dynastie beleefde een nieuwe periode van vrede en voorspoed. Ondanks dat het weer beter ging, bleken de intriges toch niet volledig te bedwingen en vrijwel ongemerkt begon de corruptie onder ambtenaren en ministers weer de kop op te steken. Tevens zorgden een hoop machtige grootgrondbezitters ervoor, dat veel boeren hun land verloren en werkloos werden, waardoor de economie langzaam verzwakte.
Prins Dan van Yan was niet zo blij over de gebeurtenissen omtrent Zhaodi`s troonsbestijging. In 86 v.Chr. plande hij in het geheim een opstand en vormde een samenzwering met twee keizerlijke familieleden Liu Zhang en Liu Ze. Hun plan was om Zhaodi ervan te beschuldigen niet echt Wudi`s zoon te zijn, waarna Liu Ze, die kleinzoon was van een voormalige prins van Qi een opstand zou starten vanuit Linzi, de voormalige hoofdstad van Qi, waarna de Prins van Yan een opstand zou starten vanuit zijn prinsdom Yan. De samenzwering werd ontdekt en de verraders werden gexecuteerd behalve Prins Yan zelf.
Later dat jaar stierf co-regent Jin, nadat hij op zijn sterfbed tot Markies was benoemd. Huo en Shangguan werden beiden ook tot Markies benoemd. In de hieropvolgende jaren probeerde Shangguan meer macht te krijgen ten koste van Huo, ook al waren beiden altijd goede vrienden geweest en ondanks het feit dat Huo zijn dochter ten huwelijk had gegeven aan Shangguans zoon Shangguan An, omdat hij zich ergerde aan zijn mindere invloed in het co-regentschap. Het jonge koppel had een dochter die in 84 v.Chr. vijf was en Shangguan Jie wilde haar uithuwelijken aan de keizer, maar Huo wees dit af, omdat hij haar te jong achtte.
Shangguan Jie zocht ergens anders steun voor zijn plan. Shangguan An was een vriend van Prinses Eyi`s minnaar, Ding Waien.  Hij moedigde Ding aan om de prinses te overtuigen van de waarde van het huwelijk --te berde brengend dat de macht van de Shangguans steviger zou zijn door het huwelijk en dat ze dan ook Ding konden helpen zijn relatie met Prinses Eyi een wettige basis te geven. Prinses Eyi stemde in en later, in 84 v.Chr., werd de jonge Lady Shangguan benoemd tot keizerlijke consorte.  In 83 v. Chr. werd ze gekroond tot keizerin.

## Middelste regering en de strijd tussen Shangguan en Huo
In 82 v.Chr. arriveerde er een man in het paleis die ontzettend leek op de voormalige kroonprins Ju en hij beweerde, dat hij zijn rechten op de troon kwam opeisen. Hij werd gearresteerd en bleek een indringer te zijn, genaamd Cheng Fangsui en hij werd geëxecuteerd.
Later dat jaar werd Shangguan An tot markies benoemd en hij ging zich zeer arrogant en wild gedragen.
In datzelfde jaar overwoog Huo, onder invloed van Du Yannian, om een aantal besluiten van Han Wudi, waaronder de fondsenwerving voor zijn oorlogen, terug te draaien. In 81 v.Chr., na een groot debat tussen voorstanders van de ijzer-, wijn- en zoutmonopolies,(waaronder hun leider vice minister Sang Hongyang), en tegenstanders van de staatsmonopolies, werd besloten de monopolies op wijn en ijzer weer op te heffen, waarvan de burgers sterk profiteerden. Een hoop belastingen werden ook beperkt en redelijk succesvolle hervormingen zorgden ervoor, dat de onkosten die gedraaid werden voor alle onderworpen volkeren weer draaglijk werden. Het rijk begon zich weer te herstellen van de problemen onder Han Wudi. Ondanks de verbeteringen zette het verval, dat onder Wudi begonnen was, langzaam door, want corruptie groeide sluimerend onder ambtenaren en de landprivatisering door machtige grootgrondbezitters nam ook grotere vormen aan. Veel boeren verloren hun land en het bestaan van een hoop burgers verslechterde. Alhoewel deze problemen onder Zhaodi nog redelijk klein waren, werden ze nog erger onder zijn opvolgers en de grootte van het rijk en de werkloosheid zorgden ervoor, dat economie en schatkist ondanks de verbeteringen zich niet meer helemaal herstelden. Ondanks de afname van de machtsstrijd bleven er toch intriges aan het hof en de macht van de Westelijke Han-dynastie bleef verzwakken.
In 80 v.Chr. kwam het conflict tussen Huo en Shangguan tot uiting. De Shangguans wilden Deng uit dank voor zijn aandeel in het huwelijk tussen Zhaodi en Keizerin Shangguan, tot markies benoemen, maar hun voorstel werd afgewezen door Huo, die Deng niet zag zitten als machtige ambtenaar. Dit had tot gevolg dat Prinses Eyi ook een hekel kreeg aan Huo. De Shangguans, Prinses Eyi, Prins Dan van Yan en Sang,(die boos was over het feit dat zijn monopolie-systeem dat hij als cruciaal beschouwde in de staatsfinanciën was afgeschaft), vormden samen een anti-Huo samenzwering. In 80 v.Chr. stuurde Prins Dan een rapport naar Zhaodi, waarin hij Huo vals beschuldigde van het aantasten van het keizerlijke gezag. Het plan van de samenzweerders was, dat als Zhaodi opdracht gaf tot een onderzoek, Shangguan Jie en Sang Huo onmiddellijk zouden arresteren en executeren. Echter, nadat het rapport aan de veertien jaar oude Zhaodi was gegeven, reageerde deze er niet direct op. De volgende dag liet hij Huo naar het paleis komen en vertelde hem dat de beschuldigingen over zulke recente momenten gingen dat Prins Dan, die ver weg was, ze onmogelijk kon weten en dat het rapport daarom vals moest zijn. Op dat moment werd de anti-Huo samenzwering nog niet ontdekt, maar het hele rijk was onder de indruk van de grote wijsheid van de jonge keizer.
Later dat jaar probeerden de samenzweerders het nog een keer. Hun plan was om Prinses Eyi, Huo uit te laten nodigen op een feest en hem dan te overvallen en doden, waarna ze de jonge Zhaodi zouden afzetten en vervangen door Prins Dan.(De Shangguans hadden echter een ander plan, ze waren van plan om als Prins Dan eenmaal in de hoofdstad was gekomen hem te doden en Shangguan zou dan zelf tot keizer worden uitgeroepen). De samenzwering werd verraden door een dienaar van Prinses Eyi, en alle samenzweerders werden met hun gehele clans geëxecuteerd, en Prinses Eyi en Prins Dan pleegden zelfmoord. Keizerin Shanguan echter, werd gespaard vanwege haar jonge leeftijd en het feit dat ze Huo`s kleindochter was.

## Late regering en dood
Na dit gebeuren, ruimde Huo iedereen uit de weg die hij als samenzweerder beschouwde en verwierf daarmee de reputatie autocratisch en moeilijk in de omgang te zijn. Onder de slachtoffers waren twee ministers, Wang Ping (王平) en Xu Ren (徐仁). De relatie tussen Huo en Zhaodi bleef echter positief.
In 77 v. Chr., zou zich een omstreden gebeurtenis voordoen waarbij de Xiyu (het moderne Xinjiang en het vroegere Sovjet-Russische Centraal-Azië) betrokken was en het koninkrijk van Loulan (in de noordoostelijke hoek van de Taklamakan Woestijn), alhoewel het onduidelijk is of Zhaodi een rol heeft gespeeld bij de besluitvorming. Een paar jaar eerder was de koning van Loulan gestorven en met steun van Xiongnu, was een van zijn zoons, Angui (安歸) hem opgevolgd. Angui trachtte een meer vriendschappelijke relatie tot stand te brengen tussen Xiongnu en opstandige Han, vooral omdat de geografische ligging van Luolan met zich meebracht, dat er vaak een opdracht kwam keizerlijke boodschappers van Han te escorteren, die ook grof waren tegen ambtenaren van Luolan. Huo zond een keizerlijke boodschapper, Zu Jiezi, om Angui te vermoorden. Fu slaagde hierin door te beweren dat hij kwam om de Xiyu koningen te belonen met juwelen en andere kostbaarheden, waarna hij een ontmoeting regelde met Angui en hem neerstak met een dolk in zijn hart. Hij waarschuwde dat een enkele andere actie een groot Chinees leger tot gevolg zou hebben. De Loulan edelen gaven zich over en maakten een broer van Angui, Weituqi die vriendelijk was tegenover de Han, tot koning. Loulan werd hernoemd tot Shanshan. (Dit incident is erg controversieel in de Chinese geschiedenis omdat een hoop historici van mening zijn dat bij deze moord op een buitenlandse koning er geen sprake kan zijn van rechtvaardiging, vooral vanwege de manier waarop de moord werd uitgevoerd - met het gebruiken van juwelen als aas. Andere historici geloven dat Angui gestraft had moeten worden omdat hij zich niet had overgegeven.)
In 74 v.Chr. stierf Zhaodi onder zeer verdachte omstandigheden.